# Lisa Moorish
Lisa Moorish é vocalista da banda inglesa Kill City. No entanto, costuma ser mais conhecida como a mãe de filhos de pais famosos, tal como Molly, filha de Liam Gallagher, e Astile, filho de Pete Doherty.